# Lindö
Lindö is een plaats in de gemeente Norrköping in het landschap Östergötland en de provincie Östergötlands län in Zweden. De plaats heeft 4842 inwoners (2005) en een oppervlakte van 293 hectare.